# 2045
سنة 2045 م هي سنة بسيطة تبدأ يوم السبت حسب التقويم الغريغوري

## أحداث يتوقع حدوثها في هذه السنة
- 12 أغسطس - حدوث كسوف للشمس من شمال ولاية كاليفورنيا إلى ولاية فلوريدا.
- وفقا لدراسات ناسا سنة 2003 , ان المهمة البشرية لزيارة قمر كوكب المشتري كاليستو قد تكون ناجحة في هذه السنة.[1]